# صقر2
صقر2 (بالإنجليزية: Saker 2) هي طائرة دون طيار سعودية، من إنتاج مدينة الملك عبد العزيز للعلوم والتقنية. وهي طائرة متوسطة الحجم، ذات مدى يصل إلى 150 كلم ويمكن تطوير مداها إلى حد أقصى 250 كلم ولمدة تحليق تصل إلى 8 ساعات بسرعة تقدر ب 120 كلم في الساعة وبارتفاع 5000 متر. وتستطيع حمل ما يزن خمسين كلغ من أجهزة التصوير والمراقبة وكذلك إمكانية إضافة طبق للتحكم بها عن طريق الأقمار الصناعية 